# نبتون فروست
نبتون فروست (بالإنجليزية: Neptune Frost)‏ هو فيلم خيال علمي رومانسي موسيقي إنتاج عام 2021 من إخراج شاول ويليامز وأنيسيا أوزمان، وبطولة شيريل إيشيجا وإلفيس نجابو وكايا فري.
عُرض الفيلم لأول مرة عالميًا في مهرجان كان السينمائي 2021، وتم إصداره في الولايات المتحدة في 3 يونيو 2022 بواسطة كينو لوربر ليحظى بإشادة النقاد. نبتون فروست هو اسم جندي ثوري أسود خدم في الجيش القاري عام 1775.

## روابط خارجية
- نبتون فروست على موقع IMDb (الإنجليزية)
- نبتون فروست على موقع ميتاكريتيك (الإنجليزية)
- نبتون فروست على موقع روتن توميتوز (الإنجليزية)
- نبتون فروست على موقع ألو سيني (الفرنسية)
- نبتون فروست على موقع أول موفي (الإنجليزية)
- نبتون فروست على موقع فيلمافينيتي (الإسبانية)
- نبتون فروست على موقع قاعدة بيانات الفيلم (الإنجليزية)
- نبتون فروست على موقع ليتربوكسد (الإنجليزية)
- نبتون فروست على موقع كينوبويسك (الروسية)